# Spartan C3
Spartan C3 byl americký třímístný dvouplošník vyráběný na konci 20. let společností Spartan Aircraft Company z Tulsy v Oklahomě.

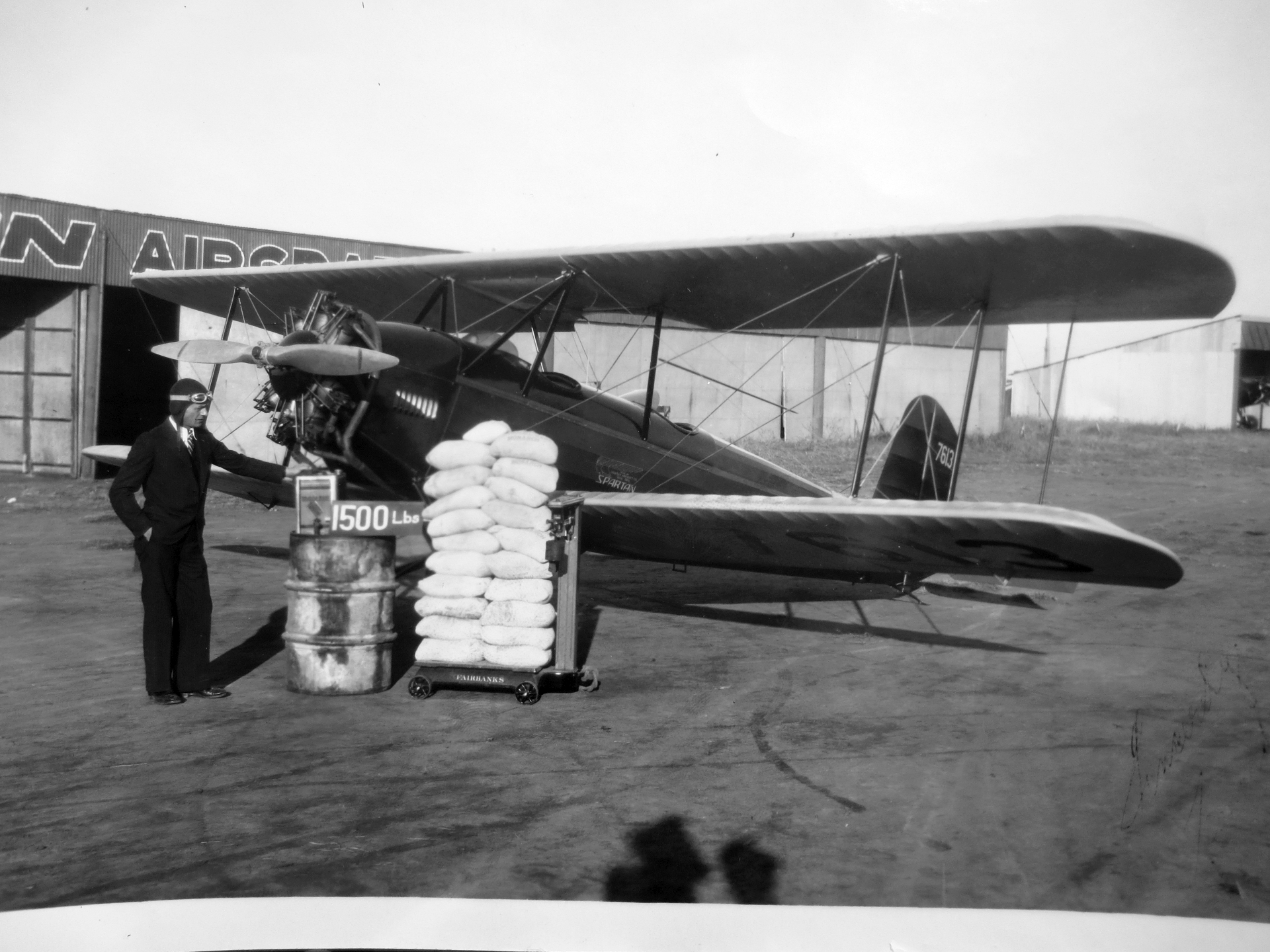
Walter NZ-120 a Spartan C3-2 po rekordním letu Detroit-Florida 1800 mil nonstop, pilot Leonard Flo (listopad 1928)

## Vznik a vývoj
Tento typ vznikl ve společnosti Mid-Continent Aircraft Co. v roce 1926. Ta byla reorganizována na Spartan Aircraft Company v roce 1928 a v letech 1928–1930 vyrobila přes 120 letadel Spartan C3.
Jednotlivé modely byly vybaveny různými motory, které byly označeny jako sedm různých verzí. Letoun byl zalétán 25. října 1926.
Původní výrobní verze Spartanu C3-1 byla vybavena německým motorem Siemens-Halske Sh 12, který byl vyráběn v licenci americkou společností Ryan Aeronautical Corp. jako Ryan-Siemens 9 o výkonu 79–94 kW/108–128 k (postaveno 15 letadel). Avšak kvůli omezení dodávek těchto motorů na podzim roku 1928 se objevila varianta C3-2, která již měla Walterův hvězdicový motor NZ-120 (35 letadel, výr. č. 65 až 100). Typové osvědčení ATC 73 bylo uděleno 28. října 1928.
Typ C3-3 byl osazen šestiválcovým dvouřadovým motorem Curtiss Challenger (125 kW/170 k), postaven byl pouze 1 letoun. Firma Axelson Machine Co z Los Angeles dodávala v témže roce 1929 do Spartanu svůj sedmiválcový hvězdicový motor Axelson o výkonu 110 kW/150 k, letoun s těmito motory byl označen jako C-3-4.
V roce 1929 se objevila i varianta C3-165 s hvězdicovým motorem Wright J-6 o výkonu 121 kW/165 koní (50 letadel) a v roce 1930 - vylepšený model C3-225, který měl nejlepší letové vlastnosti díky motoru Wright J-6 Whirlwind Seven o výkonu 165 kW/225 koní (14 letadel). Pouze jeden letoun C3-166 (1930) měl hvězdicový motor Comet 7-E o výkonu 121 kW/165 k a stal se posledním v této sérii.

## Popis letounu
C3 byl letoun s otevřenými kokpity pro tříčlennou posádku (1+2). Jednalo se o dvouplošník se vzpěrami mezi křídly. Trubkový rám trupu ze svařených chrom-molybdenových trubek byl obložen dřevem a tkaninou. Po svařování byl rám otryskán pískem, ošetřen povlaky potlačujícími rez a poté se lakoval.
Křídla profilu Clark Y byla vyrobena z dutých skříňových nosníků využívajících smrkové příruby a dvouvrstvé mahagonové desky. Tyto nosníky byly sestaveny do přípravků a spojeny pomocí vodotěsných lepidel a mosazných hřebů. Svislá ocasní plocha měla výrazně „zaoblený čtvercový“ tvar. Letoun měl klasický dvoukolový, pevný podvozek a byl doplněn zadní, listovou ostruhou.

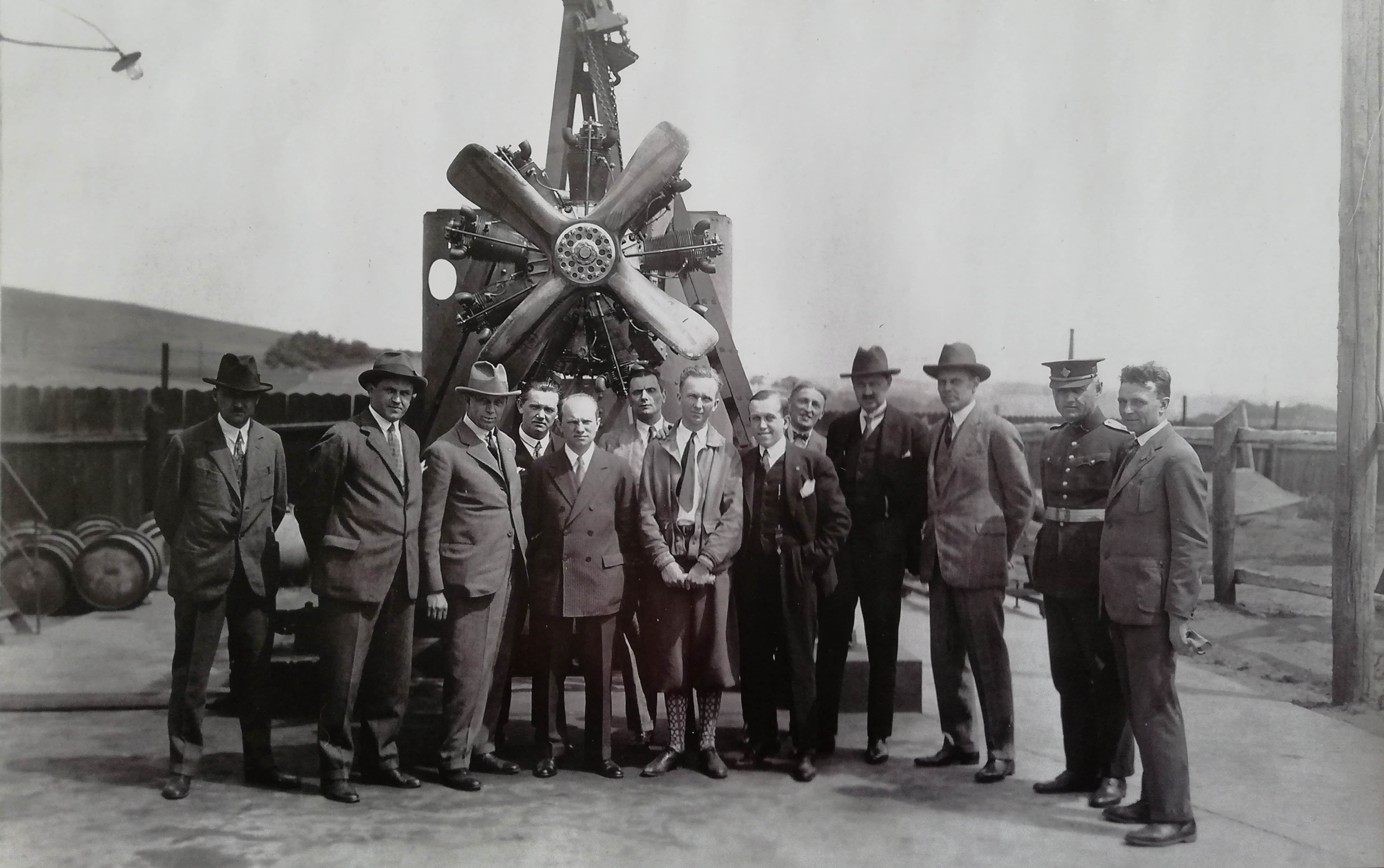
Návštěva amerických pilotů v továrně Walter při zkoušce motoru NZ-120. Chamberlin a Lewis (uprostřed), vlevo od nich stojí Vítězslav Kumpera a vpravo Antonín Kumpera (1927)

## Použití
Letoun C3 byl především používán jako výcvikový letoun leteckými školami. Jiní uživatelé využili možnosti přepravy dvou cestujících při vyhlídkových letech a nebo pro přepravu zaměstnanců mezi kancelářemi a pracovišti.
S letounem Spartan C-2 osazeným motorem Walter NZ-120 byl 26. listopadu 1928 vykonán nonstop přelet amerického kontinentu od severu na jih (Detroit-Florida). Pilotoval nadporučík Leonard S. Flo z firmy Flo Flying Services, Inc. z Ann Arbor. Vyletěl z Walkersville (Windsor International Airport) v kanadském Ontariu v 11:07 h. a za 17,5 hodiny přistál v Key West na Floridě. Rekordní let byl dlouhý 2250 km (1800 mil).

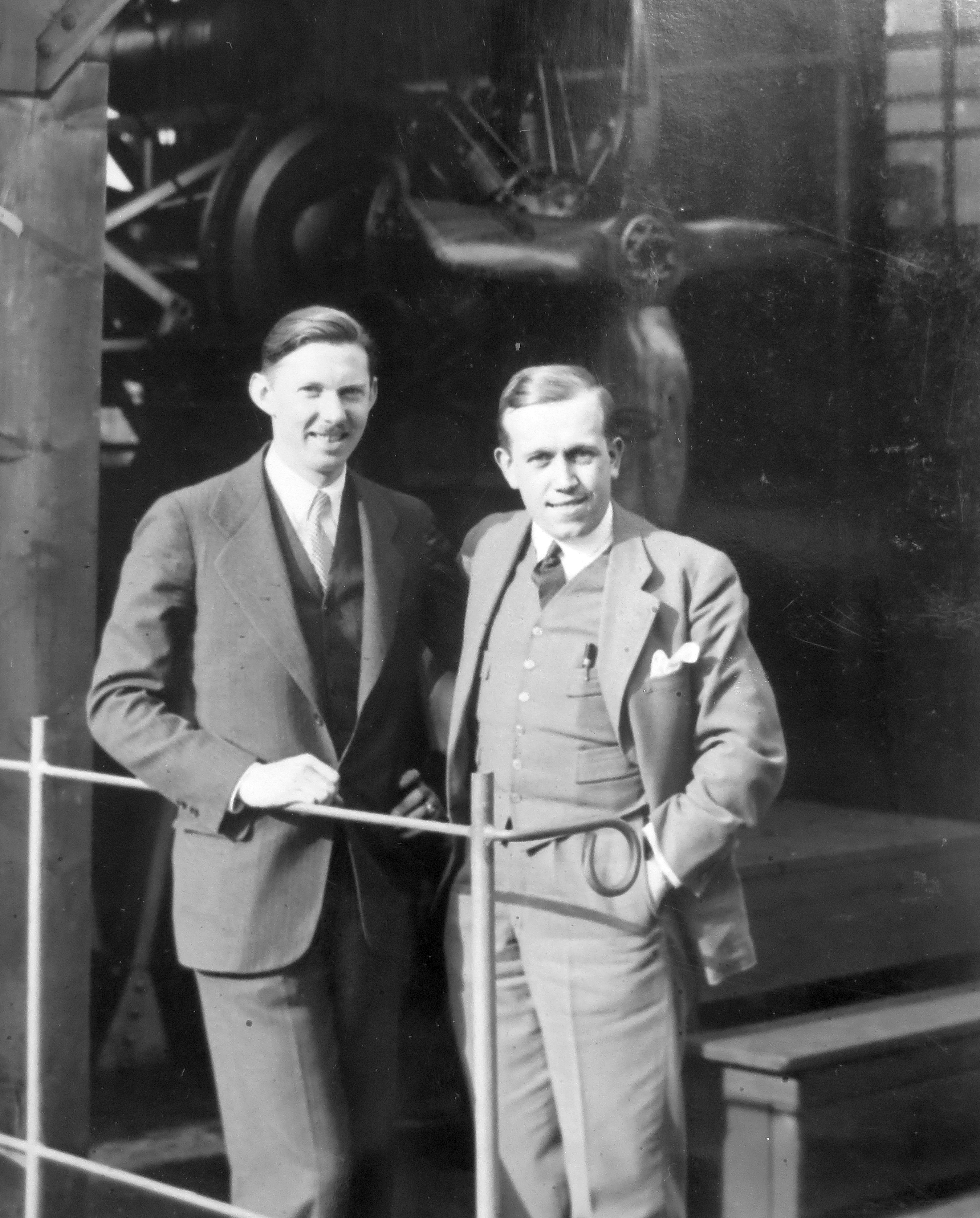
Willis C. Brown a Antonín Kumpera na zkušebně motorů Walter (Letectví, červen 1928)

## Příběh motoru Walter NZ-120 a letounu Spartan C3
S československým motorem Walter NZ-120 je spojen i obchod v USA s firmou Spartan Aircraft Company z Tulsy v Oklahomě (1928–1929). Američtí piloti Chamberlin a Lewin navštívili továrnu Walter v roce 1927. Chamberlin si koupil jeden motor Walter NZ-60 pro malé sportovní letadlo a Lewin zakoupil dva motory Walter NZ-120 pro dopravní letadlo Spartan C3.
Představitelé Spartanu Brown a Herndon, kteří v červnu 1928 navštívili továrnu Walter, byli příznivě ohromeni společností Walter a učinili toto oznámení po návratu do států: „Walterův motor, který budeme v této zemi distribuovat, je devítiválcový radiální vzduchem chlazený motor o výkonu 125 HP a představuje nejvyšší kvalitu materiálů a zpracování."
Následovala objednávka Spartan Aircraft Company na dodávku 500 motorů ročně pro letoun Spartan C3, byla naplánována výroba až 12 letounů týdně. Ale nakonec z tohoto obchodu sešlo, protože "motor nikdy garantovaných 120 koní nedosáhl". Skutečnost však byla jiná. Ve vedení Spartanu se vztahy mezi managery W.G. Skellym a W.C. Brownem postupně zhoršovaly a na konci roku 1928 Brown, pozitivně naladěný z návštěvy Walter, rezignoval. Otevřel si kancelář v Tulse jako vedoucí prodeje společnosti Walter Motors. Po několika měsících se však stal viceprezidentem prodeje společnosti Warner Engine Co. v Detroitu v Michiganu. Do obchodu vstoupil prostředník Dr. William G. Freidrich, "hlavní výzkumný technik pro Spartan, který prý zastával podobné postavení ve vládních úřadech v Praze". Netrvalo dlouho a bylo "oznámeno, že Walter NZ-120 je poněkud nepřizpůsobený různým podmínkám na západní polokouli“.
Po nikam nevedoucím jednáních ve Spartanu se však generální ředitel jinonické továrny Antonín Kumpera seznámil v USA mj. s Anthony Fokkerem (letadla Fokker) a Giannim Capronim (letadla Caproni). Těchto kontaktů, když po neúspěchu v USA obrátil svoji "exportní" pozornost na evropské trhy, uměl A. Kumpera dokonale využít.
Letoun ve verzi Spartan C3-2 (někdy označovaný jako C3-120) sice létal s motorem NZ-120, byl vystaven na letecké výstavě v Detroitu (All American Aircraft Show, která se konala v dubnu 1929), ale do větší výrobní série se nedostal. Bylo s těmito motory vyrobeno ve smyslu schváleného typového certifikátu ATC 73 přibližně 40 letounů. Případný úspěch Walter/Spartan v dodávce 500 motorů ročně ztroskotal spíše činnosti obchodního prostředníka, na ochranářských opatřeních obchodu a preferenci domácích výrobců v USA (Curtiss, Axelson, Comet a Wright).

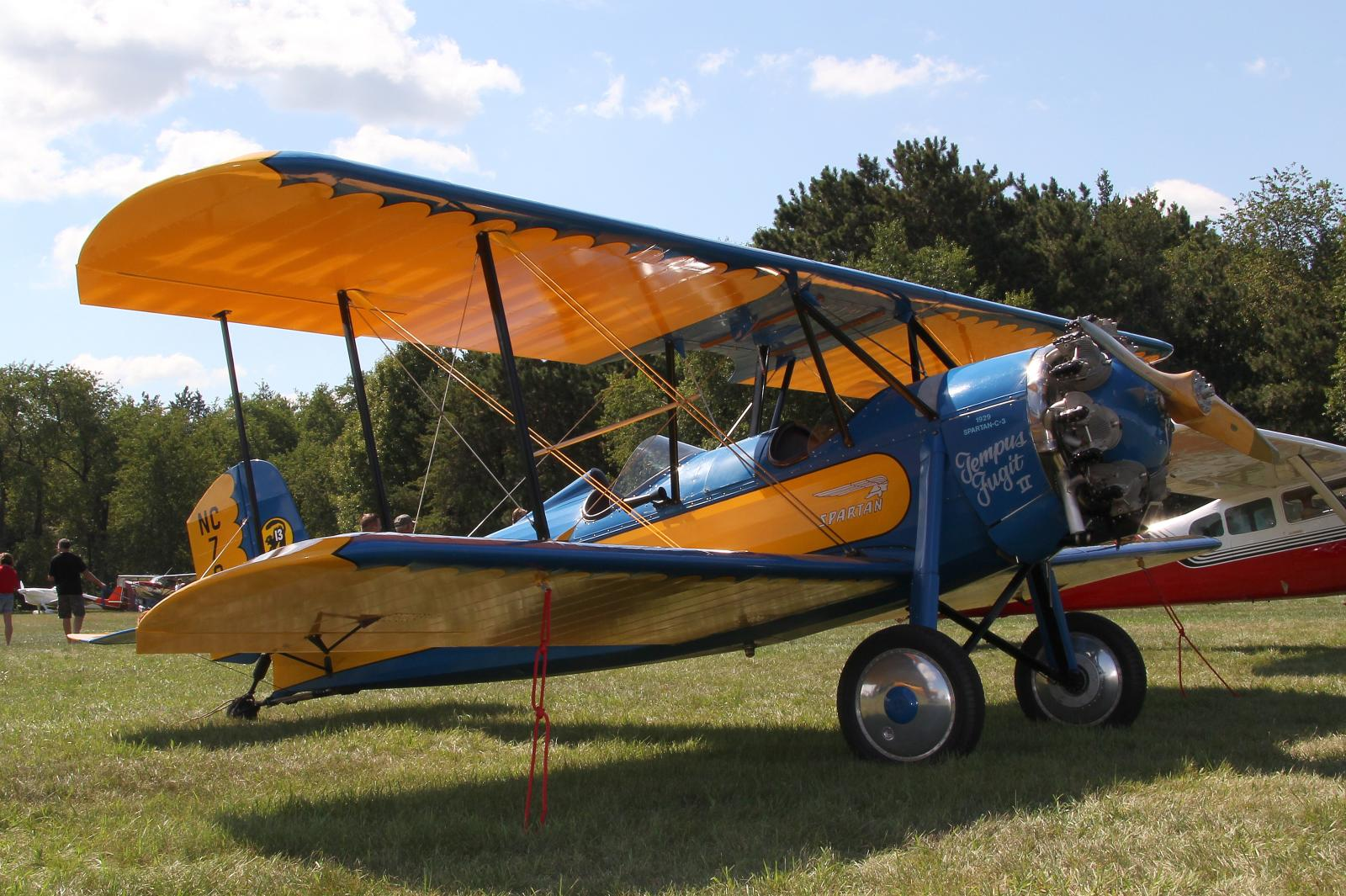
Spartan C3-165 (NC705N)

## Dochované exempláře
V USA je dochováno pět letadel C3, z nichž dvě byla ještě v roce 2001 způsobilá letu.
U FFA (Federal Aviation Administration) je do roku 2021 registrován dochovaný letoun C3-120 (Walter NZ-120) s imatrikulací N271K, který vlastní David. C. Wartham z Dubuque ze státu Iowa.
U FAA jsou mimo C3-120 ještě registrována 4 letadla. Platnost vydaného certifikátu pro letoun C3-165 (SIMPLY LIVING LLC) registrace N705N vyprší v roce 2023, pro letoun C3-165 (RHINEBECK AERODROME MUSEUM) registrace N285M vyprší v roce 2022, pro letoun C3-225 (SPARTAN EDUCATION LLC) registrace N720N vyprší v roce 2022 a pro letoun C3-225 (EAA AVIATION FOUNDATION INC) registrace N718N vyprší v roce 2021. Letoun C3-165 (N285M) je vystaven v muzeu na letišti Old Rhinebeck ve státě New York a letoun C3-225 (N718N) je vystaven v muzeu EAA AirVenture Museum Oshkosh ve Wisconsinu.

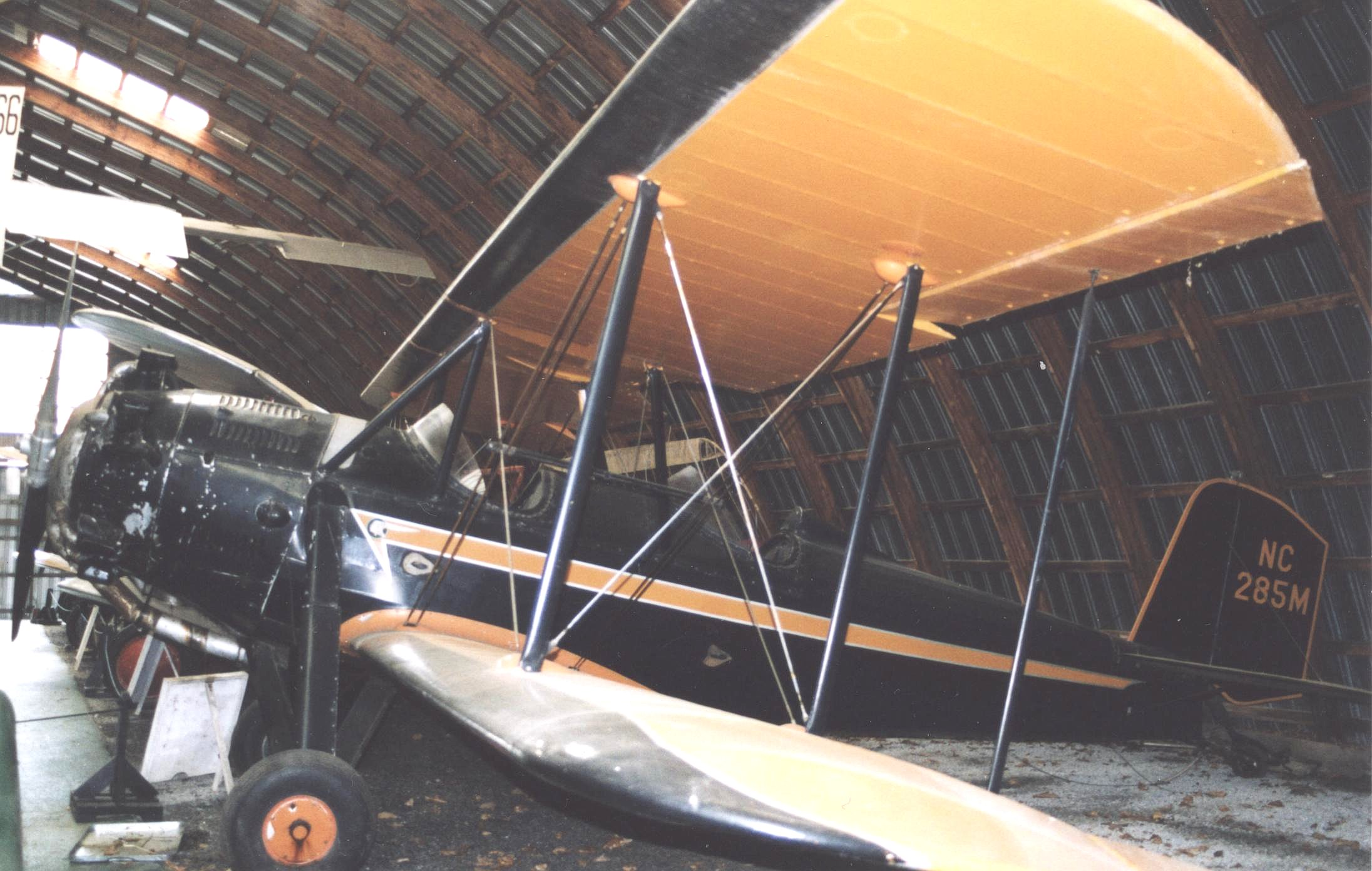
Spartan C3-165 (N285M) v Rhinebeck Aerodrome Museum

## Varianty
- C3-1 (1928) – s devítiválcovým hvězdicovým motorem Ryan-Siemens (108-128 k), typové osvědčení ATC 71, cena $5,200
- C3-2 (1928) – s devítiválcovým hvězdicovým motorem Walter NZ-120, typ označován od roku 1929 rovněž jako C3-120, typové osvědčení ATC 73, cena $5,250
- C3-3 (1929) – se šestiválcovým řadovým motorem Curtiss Challenger (170 k), typové osvědčení ATC 2-77, cena $5,900
- C3-4 (1929) – se sedmiválcovým hvězdicovým motorem Axelson (150 k), typové osvědčení ATC 2-78, cena $5,900
- C3-165 (1929) – s pětiválcovým motorem Wright J-6-5 (165 k), typ označován rovněž jako C3-5, typové osvědčení ATC 195, cena $5,975
- C3-166 (1930) – s motorem Comet 7-E (165 k), typové osvědčení ATC 290, cena $5,675
- C3-225 (1930) – se sedmiválcovým motorem Wright "Whirlwind" J-6-7 (225 k), typové osvědčení ATC 286, cena $7,750

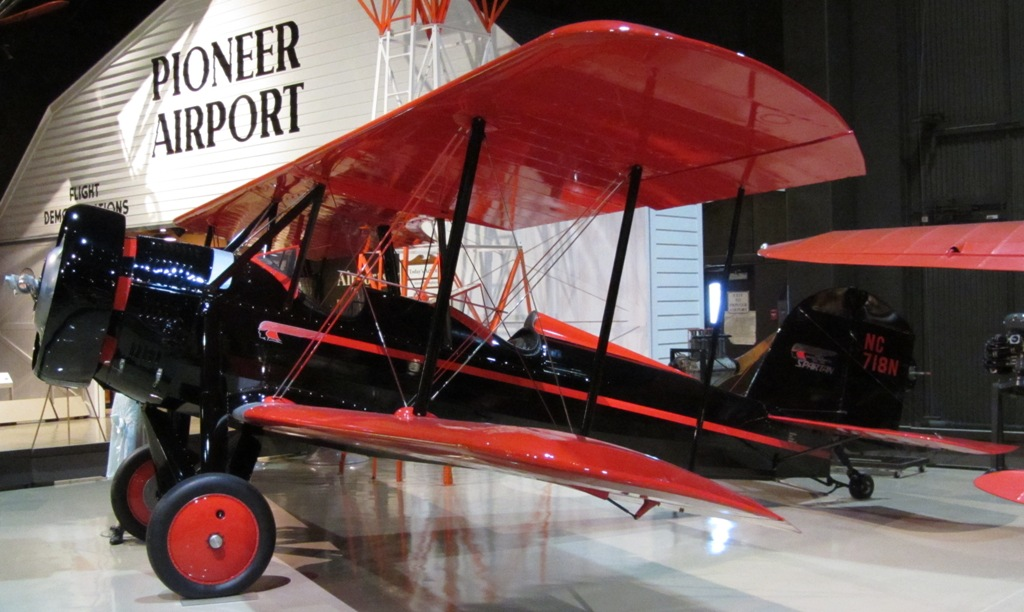
Spartan C3-225 (N718N) v EAA AirVenture Museum

## Uživatelé
- USA

## Specifikace
Data pro C3-120 podle

### Technické údaje
- Posádka: 1
- Cestující: 2 cestující
- Rozpětí: 9,75 m
- Délka: 7,16 m
- Výška: 2,64 m
- Nosná plocha: 27,00 m2
- Hmotnost prázdného letounu: 600 kg
- Vzletová hmotnost: 975 kg
- Pohonná jednotka: 1× pístový, hvězdicový vzduchem chlazený devítiválcový motor Walter NZ-120
  - maximální, vzletový: 135 k (99,3 kW) při 1750 ot/min
  - jmenovitý, nominální: 120 k (88,3 kW) při 1400 ot/min
- Vrtule: dvoulistá dřevěná s pevným nastavením

### Výkony
- Maximální rychlost: 185 km/h
- Cestovní rychlost: 160 km/h
- Přistávací rychlost: 72 km/h
- Dostup: 3 350 m
- Stoupavost: 220 m/min
- Dolet: 800 km
- Vytrvalost: max. 5 h